# Acta Crystallographica

Acta Crystallographica est une famille de revues scientifiques à comité de lecture. C'est à la base une unique revue créée en 1948 et publiée jusqu'en 1967  (ISSN 0365-110X).
Elle est par la suite successivement séparée en six séries :
- Acta Crystallographica Section A: Foundations of Crystallography, 1968-2013, puis Acta Crystallographica Section A: Foundations and Advances 2014-en cours  (ISSN 0108-7673)
- Acta Crystallographica Section B: Structural Science, 1968-2013, puis Acta Crystallographica Section B: Structural Science, Crystal Engineering and Materials 2014-en cours  (ISSN 0108-7681)
- Acta Crystallographica Section C: Crystal Structure Communications, 1983-2013, puis Acta Crystallographica Section C: Structural Chemistry 2014-en cours  (ISSN 0108-2701)
- Acta Crystallographica Section D: Biological Crystallography, 1993-en cours  (ISSN 0907-4449)
- Acta Crystallographica Section E: Structure Reports Online, 2001-2014, puis Acta Crystallographica Section E: Crystallographic Communications à partir de 2015[2]  (ISSN 1600-5368)
- Acta Crystallographica Section F: Structural Biology and Crystallization Communications, 2005-2013, puis Acta Crystallographica Section F: Structural Biology Communications 2014-en cours  (ISSN 1744-3091)